# Jak (personnage)
Pour les articles homonymes, voir Jak.
 (août 2025).
Motif : Aucune source secondaire n'a été fournie. Envisager une redirection vers Personnages de Jak and Daxter
- Archive Wikiwix
- Bing
- Cairn
- DuckDuckGo
- E. Universalis
- Gallica
- Google
- G. Books
- G. News
- G. Scholar
- Persée
- Qwant
- (zh) Baidu
- (ru) Yandex
- (wd) trouver des œuvres sur Wikidata

| 1. | Préciser le motif de la pose du bandeau. | Précisez le motif de la pose du bandeau en utilisant la syntaxe suivante : {{admissibilité à vérifier\|date=août 2025\|motif=remplacez ce texte par le motif}}                        |
| 2. | Informer les utilisateurs concernés.     | Pensez à avertir le créateur de l'article, par exemple, en insérant le code ci-dessous sur sa page de discussion : {{subst:avertissement admissibilité à vérifier\|Jak (personnage)}} |

Jak (né Mar) est le personnage principal de la série de jeux vidéo Jak and Daxter.

## Caractéristiques
Jak, au début de sa première aventure, est un jeune garçon, plutôt mystérieux et muet, doué du don de manipulation de l'Éco (source d'énergie) lui confiant de nombreux avantages. Jak est bien évidemment toujours accompagné par son acolyte Daxter. Jak se révèle être très attachant au fur et à mesure qu'il évolue dans l'aventure. Étant le personnage principal de ces aventures, Jak va évoluer de façon très différente au fur et à mesure de ses péripéties. Telle que dans Jak II, où Jak va révéler son côté sombre, à cause des expérimentations d'Éco noire que lui inflige le Baron Praxis. Ayant enfin décidé de parler, Jak va nous faire découvrir le vrai héros qui sommeillait en lui. Malgré ses pouvoirs noirs, Jak va quand même sauver Abriville grâce à son désir de vengeance. Puis, dans la troisième aventure, Jak va encore une fois évoluer différemment. C'est un Jak héroïque et bienveillant que nous découvrons dans cette ultime aventure. Exilé d'Abriville, dans le désert de Spargus, Jak va faire la rencontre de Damas qui va retrancher Jak dans ses lointaines origines. Ayant acquis d'un pouvoir d'Éco de lumière, c'est un Jak nouveau qui s'ouvre à nous, plus déterminé que jamais à sauver, cette fois-ci, le monde de la destruction.

## Apparitions

### Jak and Daxter: The Precursor Legacy

Logo de Jak and Daxter: The Precursor Legacy

À travers les péripéties de Jak dans le jeu, Naughty Dog présente l'histoire d'un jeune adolescent muet de 15 ans vivant dans le Village des Sables. Alors que Samos, le sage de leur village, interdit à Jak et son ami Daxter de s'aventurer sur une île voisine pour leur propre sécurité, le duo décide toutefois de s'y rendre. Arrivés sur l'île de la Brume, Jak et Daxter espionnent un groupe de Lurkers écoutant les paroles de deux personnages à l'apparence obscure. Les deux compagnons tentent de rebrousser chemin, mais ils sont rapidement coincés par un Lurker. Jak, en utilisant un objet antique des Précurseurs, détruit le Lurker et pousse accidentellement Daxter dans un puits d'Éco noire. Ayant transformé son ami en une petite bête orangée nommée « beloutre » (mélange de « belette » et « loutre »), Jak se donne pour mission de le re-transformer en humain avec l'aide de Samos et Keira.

### Daxter
Dans l'antépisode de Jak II : Hors-la-loi, Jak se retrouve emprisonné par les forces du baron Praxis et doit attendre deux ans avant d'être secouru par Daxter. Nous incarnons alors Daxter durant les deux années afin de sauver Jak de l'Éco noire qui lui est injectée.

### Jak II: Hors-la-loi

Logo de Jak II : Hors-la-loi

Dans cet opus, Jak, étant volontaire pour utiliser une machine découverte à la fin du premier jeu de la franchise, est propulsé grâce à cette dernière 500 ans dans le futur. À peine arrivé, il se fait mystérieusement arrêter par Errol et les Grenagardes rouges, tandis que Daxter s'enfuit. Avant que ce dernier ne parvienne à le libérer, Jak passe deux ans dans une prison et est l'un des cinq prisonniers à se faire inoculer de l'Éco noire pour le Projet « Dark Warrior ». Non seulement il est le seul survivant du projet qui consistait à obtenir des guerriers extrêmement puissants pouvant défier les Metal Heads, mais nous pouvons supposer que Jak perd son mutisme à la suite des expérimentations. Malgré sa survie, le baron Praxis ordonne l'exécution de Jak, car d'après les tests, le métabolisme de Jak n'a aucunement changé. Heureusement, les tests se trompaient sur son cas, et Jak le prouve en se transformant en créature et en s'enfuyant de la prison avec l'aide de Daxter. Tout au long du jeu, Jak essaye de s'adapter à un univers futuriste pour se venger du baron Praxis, qui l'a vraisemblablement transformé en monstre. Pour ce faire, Jak et Daxter se lieront avec les Souterrains (dirigés par Torn) et les Renégats (dirigés par Krew).

### Jak 3

Logo de Jak 3

Dans cet épisode, alors qu'une guerre civile éclate à Abriville à cause des Metal Heads et des Grena-Thanatorobots, Jak est injustement banni dans les Terres Pelées par le Haut-Conseil d'Abriville pour ses « crimes » contre leur peuple. Accompagné par Daxter et Marteau Pecker, Jak et ses compagnons s'écroulent sur le sable du désert après une longue marche. Ils sont finalement retrouvés par Damas et ramenés au palais de la seule ville connue sur les Terres Pelées, Spargus. Au cours de son long séjour dans le désert, Jak acquiert des pouvoirs liés à l'Éco blanche. Ainsi, l'Éco noire injectée par le baron Praxis sur son corps lui paraît de plus en plus loin. Jak se résigne à rester sur les Terres Pelées, même si Ashelin l'invite à rentrer à Abriville pour les aider à reprendre le contrôle de la ville. Ashelin précise que ses amis ont besoin de lui. Jak répond violemment qu'il a de nouveaux amis et qu'il n'a définitivement plus envie de sauver le monde. Jak retourne néanmoins à Abriville pour aider ses vieux amis dans une terrible guerre contre les Metal Heads et Errol.

### Jak X
Jak est entraîné avec ses amis dans un monde dangereux où le crime et les courses de véhicules sont rois après s'être faits empoisonner par le défunt Krew. Comprenant que sa seule chance de survivre est de remporter un grand championnat de course, il décide d'y participer. Il se liera d'amitié avec la fille de Krew, Rayn, envers laquelle il développera une grande confiance. Malheureusement, ses nombreuses victoires au sein du Combat Racing attisera la colère de Razor, jaloux de son succès, et de Mizo, un grand criminel notoire qui a misé gros sur la victoire de son équipe au grand championnat. Peu importe les dangers, Jak comprend qu'ils n'ont toutefois pas le choix de continuer. Au cours de l'aventure, Jak se fera souvent courtiser par Keira. À la fin de la dernière course, Jak remporte l'antidote et tue Mizo, ce dernier voulant priver Jak et ses amis d'une chance de survivre. Finalement, la bande décide de fêter leur victoire dans un bar de Kras. Une fête qui tourne finalement bien, avec un Jak qui partage un baiser tant attendu avec Keira.

### Jak and Daxter: The Lost Frontier

Logo de Jak and Daxter : The Lost Frontier

Dans ce nouvel opus, Jak va reprendre ses aventures là où il les avait laissées précédemment. Avec Daxter et Keira, il va tenter de trouver de l'Éco blanche pour sauver le monde. Daxter, Keira et lui se feront attaquer par des pirates et devront s'allier à eux pour trouver cette fameuse Éco. L'Éco étant instable, Jak ne pourra pas utiliser ses pouvoirs de Dark Jak.